# Óbninsk
Óbninsk (en ruso: О́бнинск) es una ciudad en el centro de la parte europea de la Federación de Rusia. Es el primer naukogrado (ciudad científica) de Rusia. Está situada al norte de la óblast de Kaluga, a 108 km al suroeste de Moscú. No lejos de la orilla del río Protvá.

## Historia
La ciudad fue fundada en 1946 como un poblado para constructores de la primera planta nuclear civil del mundo. En 1956, obtuvo el estatus de ciudad, dos años después de la construcción de la central en 1954. Óbninsk es la segunda ciudad más poblada de la región.

## Demografía
| Gráfica de evolución de Óbninsk entre 1946 y 2020 |
|                                                   |

## Administración
Pertenece a la óblast de Kaluga. Dentro de la óblast, no pertenece a ninguno de sus 24 raiones, sino que su término municipal forma una unidad directamente subordinada a la óblast, bajo la forma jurídica de ókrug urbano. Se ubica entre los raiones de Bórovsk, Zhúkov y Maloyaroslávets. En su territorio no hay pedanías, ya que el término municipal abarca poco más que el casco urbano.

## Ciencia y Educación
Óbninsk es una de las mayores ciudades científicas de Rusia. En el 2000, le fue otorgada el estatus de Primera Ciudad Científica de Rusia.
La ciudad acoge doce centros de investigación científica. Sus principales áreas científicas son ingeniería nuclear, protección radiológica, materiales no metálicos, radiología médica, meteorología, ecología y protección medioambiental.
Los siguientes centros están ubicados en la ciudad:
- Centro Científico Estatal de la Federación Rusa de Física e Ingeniería Energética
- Centro Científico Estatal de la Federación Rusa Producción Científica de Óbninsk de la empresa "Tekhnologiya"
- Centro Radiológico para la Investigación Médica de la Academia Rusa de Ciencias Médicas
- Sucursal en Óbnisnk del Centro Científico Estatal de la Federación Rusa "Karpov Institute of Physical Chemistry"
- Instituto de Investigación Científica de Física y Química “L.Ya. Kárpov”
- Instituto Óbninsk de Ingeniería Energética
- Instituto Ruso de Investigación de información Hidrometeorológica (World Data Center)
- Expedición Piloto Central del servicio de Geofísica de la Academia Rusa de Ciencias
- Instituto Ruso de Investigación de Radiología Agrícola y Agroecología
- Oficina Central de Diseño de Instrumentación Hidrometeorológica
- Instituto Ruso de Investigación de Meteorología Agrícola
- Asociación de Producción Científica TYPHOON
- Museo de historia de la ciudad de Obninsk

## Galería

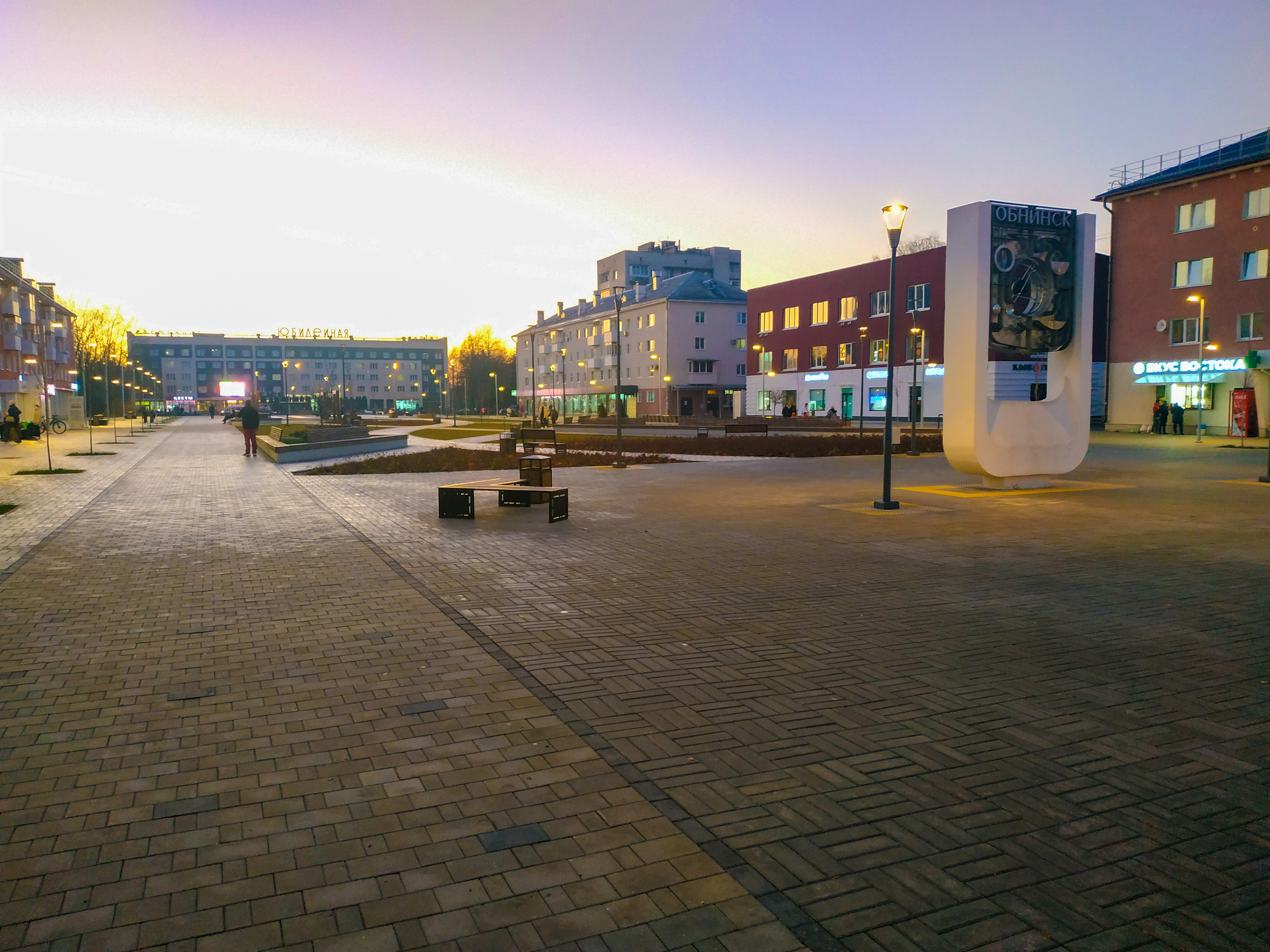
Plaza Leipunsky
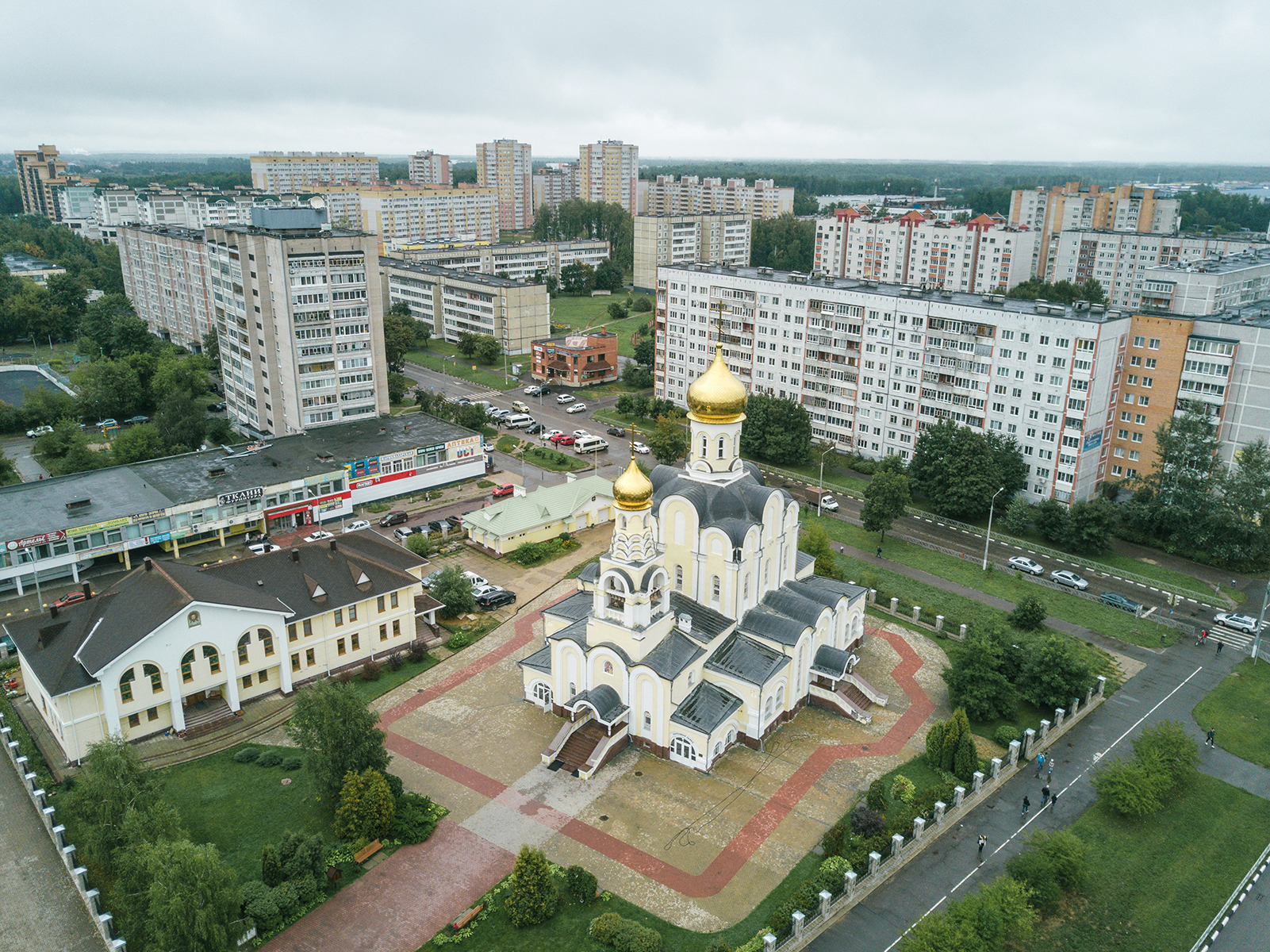
Iglesia de la Natividad de Cristo
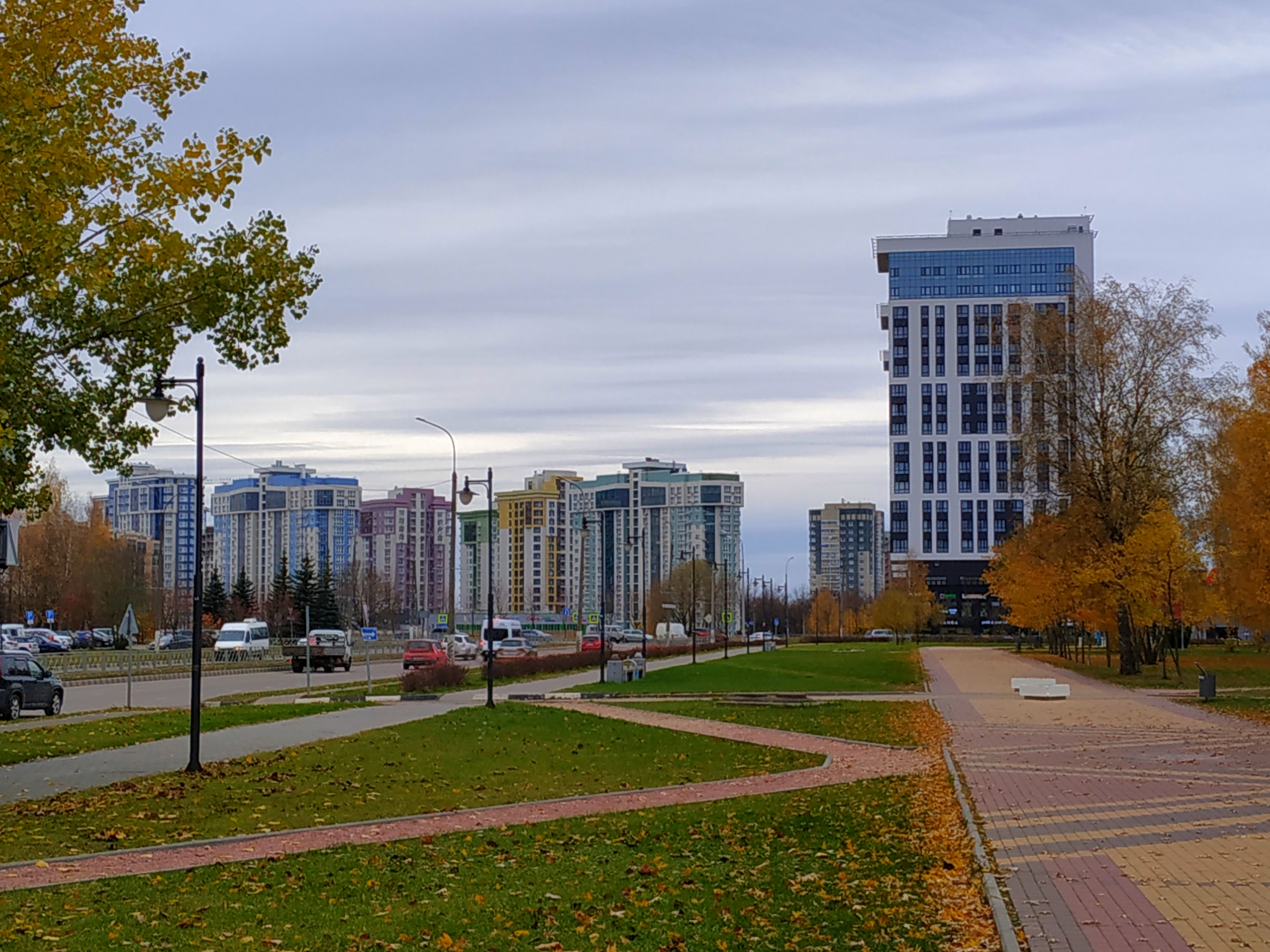
Vista de la avenida Marx desde el Parque Victoria

## Ciudades hermanadas
- Dimitrovgrad - Rusia
- Visaginas - Lituania
- Tiráspol - Transnistria
- Frascati - Italia
- Mianyang - China
- Oak Ridge, 1 de septiembre de 1992